# Gryzy (stacja kolejowa)
Gryzy – zlikwidowana w 1945 roku stacja kolejowa w Gryzach na linii kolejowej Olecko – Kruklanki, w powiecie oleckim, w województwie warmińsko-mazurskim, w Polsce.